# 五反田出入口
五反田出入口（ごたんだでいりぐち）は、東京都品川区西五反田五丁目から目黒区下目黒三丁目までにある首都高速道路中央環状線の出入口である。

## 概要
大橋JCT方面の出入口のみ設置されるハーフインターチェンジである。山手トンネルの途中に設けられている。また、この出入口近傍に首都高速2号目黒線が位置しているが、接続するジャンクションは設置されていない。
この出入口前後の山手トンネルは右側通行になっているため、同トンネル内に存在する他の出入口とは異なり左側分合流となっている。（他の出入口は山手通りの中央分離帯の位置関係で右側分合流となっている。）

## 歴史
- 2006年4月1日 : 五反田出入口の新設工事を開始[1]。
- 2006年11月1日 : 中央環状品川線の起工式が行われる。
- 2015年3月7日 : 大井JCT - 大橋JCT間 開通に伴い供用開始[2]。

## 接続道路
- 東京都道317号環状六号線（山手通り）

## 周辺
- 不動前駅（東急目黒線）
- 桐ヶ谷斎場
- 目黒駅（JR山手線・東急目黒線・東京メトロ南北線・都営地下鉄三田線）
- 国道1号（第二京浜）
- 東京都道・神奈川県道2号東京丸子横浜線（中原街道）
- 首都高速2号目黒線荏原出入口・戸越出入口

## 隣
首都高速中央環状線
大井JCT- (C18)中環大井南出入口 - (C20)五反田出入口 - 大橋JCT